# Cryptocarya micrantha
Cryptocarya micrantha är en lagerväxtart som beskrevs av Carl Daniel Friedrich Meisner. Cryptocarya micrantha ingår i släktet Cryptocarya och familjen lagerväxter. Inga underarter finns listade i Catalogue of Life.